# Werndl-Holub M1867
Il Werndl-Holub M1867 era un fucile a blocco ribaltabile prodotto tra il 1867 e il 1918, adottato dall'esercito austro-ungarico.

## Sviluppo
Dopo la sconfitta avvenuta contro la Prussia nel 1866, l'esercito austroungarico vide la necessità di modernizzare le armi in dotazione alla propria fanteria, nettamente surclassate da quelle in dotazione ai prussiani durante il conflitto. Per rispondere a quest'esigenza, si fece avanti Josef Werndl, fondatore della Österreichische Waffenfabrik Gesellschaft di Steyr, il quale aveva progettato, assieme all'ingegner Karl Josef Holub, un'arma con otturatore rotante su asse longitudinale.
Dopo essere stata provata dai tiratori del 21º Battaglione Cacciatori presso l'arsenale di Vienna, venne data l'approvazione per la produzione del fucile che venne denominato Infanterie Gewehr Model 1867.

## Impiego
Realizzato in 600.000 pezzi sia per le unità di fanteria che per le formazioni di Cacciatori, il Model 1867 servì in tutti i conflitti in cui fu impiegato l'Imperiale e regio Esercito austro-ungarico fino alla sconfitta dell'Impero Austro-Ungarico nella prima guerra mondiale nel 1918.